# Dietrich von Wittingen
Dietrich von Wittingen († 1360) war von 1342 bis 1348 Domherr zu Dorpat und ab 1348 Dekan und Domherr zu Lübeck.

## Leben
Dietrich von Wittingen stammt aus einer Lüneburger Patrizierfamilie.
Vom 15. August 1342 bis zum 4. April 1348 war Dietrich von Wittingen Domherr zu Dorpat. Am 11. Januar 1348 wurde er mit einem Kanonikat und einer Präbende zu Schwerin providiert, wofür er am 6. Februar 1352 Annatenzahlungen leistete. Bei der Präbende handelte es sich um die des Wilke von Kraack.
Nach dem Tode Wilke von Kraack wurde Dietrich von Wittingen am 26. Januar 1348 das Dekanat zu Lübeck vergeben. Am 4. April 1348 erlangte er auch die ehemalige Domherrenstelle des Johannes Mul im Lübecker Domkapitel.
Eine Domherrenkurie zu Lübeck erwarb er am 29. Januar 1350. Als Lübecker Dekan und Domherr ist er am 25. Januar 1360 noch nachweisbar.
Dietrich von Wittingen wurde am 20. November 1360 als verstorben genannt.